# Шишков, Александр Ардалионович
Александр Ардалионович Шишков (1799—1832) — русский поэт, писатель и переводчик, деятель русского романтизма, в своё время считался одним из лучших переводчиков Шиллера.

## Биография
Александр Ардалионович Шишков родился в дворянской семье. Получил первоначальное воспитание в доме своего дяди Александра Семёновича, куда его вместе с двумя братьями определили родители — Ардалион Семёнович и София Александровна Шишковы. Дядя не вмешивался в воспитание племянника, доверив его всецело попечению своей жены. Уже в годы отрочества Шишков обращал всеобщее внимание своей даровитостью, тётушка Дарья Алексеевна души в нём не чаяла, и современники высказывались о том, что исключительно женское воспитание испортило его характер.
Шишков получил хорошее образование, свободно владел французским, немецким и итальянским языками и пристрастился к литературе, но в своих литературных вкусах он ушел из-под влияния дяди, и его единственной данью классицизму было переложение псалма, сделанное им на 12 году жизни («Переложение двунадесятого псалма 12-летним отроком Александром Шишковым в 1811 году», Санкт-Петербург, 1811 год).
Необходимо отметить сближение Шишкова с юным Александром Пушкиным, ещё учеником лицея. Сохранилось послание Пушкина к Шишкову от 1816 года: Пушкин отказывается соперничать в стихах с Шишковым; по намекам стихотворения видно, что Шишков писал уже в это время стихи яркого эротического характера.
В ранней молодости он поступил в военную службу, в гвардию. В 1818 году он был сослан на Кавказ, в Грузию. На Кавказе он вёл бесшабашную, разгульную жизнь и на одном месте не мог ужиться: в 1824—1826 годах мы находим Шишкова адъютантом при А. Я. Рудзевиче, позднее в Тверской губернии.
Был привлечён к следствию по подозрению в участии в Южном тайном обществе, однако по результатам расследования признан непричастным к делу и по высочайшему повелению освобождён с оправдательным аттестатом.
Современники отмечают несимпатичные стороны характера Александра Шишкова и готовы обвинить его во всевозможной распущенности, чуть ли не в шулерстве. Трудно судить, соответствовали ли действительности эти нападки: быть может, установившемуся образу жизни противоречил весь склад романтического характера Шишкова с его резкими выходками. Очень характерна для Шишкова была и его женитьба. Будучи посажен на гауптвахту, он ушел из под ареста и похитил свою будущую жену Тёклу (Екатерину) Дмитриевну Твардовскую (ум. 1834), дочь бедного шляхтича. От этого брака у них родилась дочь София.
В своих стихах поэт не раз называет нападки на него клеветой. Во всяком случае, по своим убеждениям он примыкал к передовым людям своего времени. Он находился в каких-то отношениях к Южному обществу декабристов: Шервуд в своей исповеди пишет, что он надеялся много разузнать от Шишкова, но тот ни о чём не проговорился. В официальной переписке о Шишкове не раз упоминается как о подозрительном человеке. Он избежал прямых преследований, но до самой смерти своей в глазах властей был человеком неблагонадежным. Жизнь свою Шишков закончил трагически: 27 сентября 1832 года в Твери он был убит в конфликте с Черновым — младшим братом известного в России поручика Константина Чернова, получившим от Шишкова пощечину за намеки по адресу его жены.
В конце XIX — начале XX века на страницах Энциклопедического словаря Брокгауза и Ефрона об Александре Шишкове были написаны следующие строки: «Если бы не отношения Ш. с Пушкиным, то имя Ш. принадлежало к совсем забытым именам нашей литературы. Ш. оказал несомненное влияние на развитие нашей литературы своими прекрасными для того времени переводами: он знакомил русского читателя и писателя с драматическими произведениями Шиллера („Пикколомини“, „Смерть Валленштейна“, „Мария Стюарт“), Вернера („Аттила“, „24 февраля“), Раупаха („Князья Хованские“), Кернера („Тони“), с фантастическими повестями Тика (его перевод „Чар любви“ отразился на позднейшей редакции повести Гоголя „Ночь накануне Ивана Купала“). Оригинальные произведения Ш. — все в романтическом роде — не блещут оригинальностью. В них необходимо отметить резкий протест против крепостного права. В отрывке „К Емилию“ Ш. пишет: „как часто им (помещикам) твержу: помещик справедливый для зайца сельские не разоряет нивы, у вверенных ему не отнимает сна и податьми своих не тяготит владений, затем, чтобы проводить часы беспечной лени за чашей пенистой шампанского вина… Он святотатственной не осквернит рукою невесту скромную, идущую к налою; не развратит рабы подвластного раба тем больше, что её в руках его судьба“. Любопытно, что рядом с протестом против крепостного права в Ш. уживается самый узкий национализм. Если обратить внимание на прикосновенность Ш. к декабристам, то появляется даже сомнение, насколько искренни были следующие тирады: „Только там цветет свобода, где свято власть умеют чтить, где не лжемудрствует крамола и где, владык боготворя, народ на страже у престола за веру, верность и царя“ („Чувствования русского“, на взятие Варшавы). Из прозаических сочинений Ш. обращает внимание по реалистической манере описания неоконченный роман из грузинской жизни».

## Избранная библиография
- «Восточная лютня» (Москва, 1824);
- «Опыты» (Москва, 1828);
- «Избранный немецкий театр» (Москва, 1831, 4 тома);
- «Двадцать четвёртое февраля» сочинение З. Вернера (Москва, 1832);
- «Наполеон Бонапарте» сочинение Александра Дюма (Москва, 1832),
- «Сочинения и переводы капитана Шишкова» (Санкт-Петербург, 4 части, 1834—1835).